# Battersea Power Station
La Battersea Power Station (in italiano centrale elettrica di Battersea) è un'ex centrale a carbone situata a Battersea, Londra, sulla riva sud del Tamigi.

## Storia
La centrale fu costruita in due fasi: la prima (Battersea A Power Station) venne edificata tra il 1929 e il 1935, la seconda (Battersea B Power Station) tra il 1937 e il 1955 (un lungo periodo di tempo dovuto allo scoppio della Seconda guerra mondiale). L'unione delle due costruzioni diede alla centrale la sua attuale forma a quattro ciminiere. Fu la prima di una serie di centrali a carbone installate in Inghilterra in seguito all'introduzione della rete elettrica nazionale (National Grid). Venne chiusa nel 1983 e da allora il complesso è in gran parte inutilizzato, con molti progetti di riutilizzo falliti. È l'edificio in mattoni più grande d'Europa, nonché uno dei più grandi al mondo, ed è notevole per le sue decorazioni interne in stile art déco.
Nel febbraio 2012, il sito è stato messo in vendita sul mercato immobiliare attraverso impegni commerciali con l'agente immobiliare Knight Frank. Nel luglio 2013 il premier inglese David Cameron ha annunciato che la centrale di Battersea sarebbe diventata un centro residenziale di lusso con centinaia di appartamenti, uffici, negozi e ristoranti. Il progetto di riconversione, l'ennesimo, ha un valore di 8 miliardi di sterline ed è stato finanziato dalla Malaysia. Il 29 settembre 2016 Apple ha annunciato l'intenzione di acquisire e ristrutturare circa il 40% dell'area del sito, per farne un proprio quartier generale. Il 25 maggio 2021, in seguito al completamento di una delle ali dell'edificio, vengono consegnate le chiavi ai proprietari dei nuovi appartamenti.

## Riferimenti nella cultura di massa

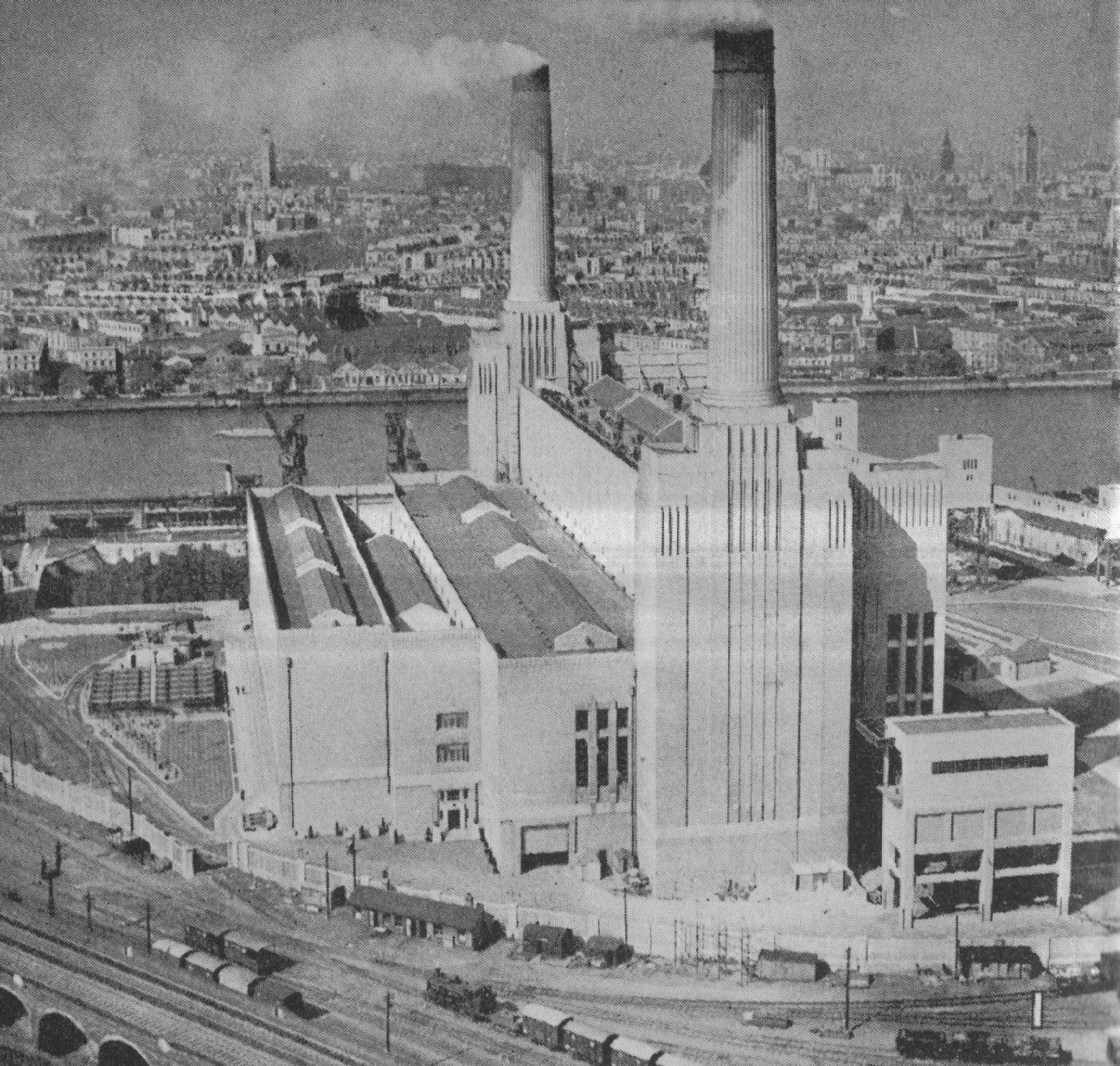
La centrale nel 1934, quando solo la Battersea A era stata costruita

L'immagine della centrale appare nel film del 1965 dei Beatles Help!, sulla copertina dell'album del 1977 dei Pink Floyd Animals, nella confezione del CD dell'album dei Muse The Resistance del 2009, nei film Orwell 1984 di Michael Radford del 1984, I figli degli uomini di Alfonso Cuarón del 2006, L'Illusionista del 2010 di Sylvain Chomet e nel video del brano musicale dei Take That The Flood sempre del 2010. Nello stesso anno la centrale appare nel film Tata Matilda e il grande botto: tra le ciminiere fluttua un maiale gonfiabile come sulla copertina dell'album dei Pink Floyd Animals, cosa peraltro accaduta anche nel film di Cuarón. Ancora nel 2010 Battersea è il luogo in cui si trovano le apparecchiature di trasmissione della BBC nel film di Tom Hooper "Il discorso del re". Nel primo episodio della seconda stagione della serie televisiva Sherlock della BBC, la centrale è il luogo del rendez-vous tra il dottor Watson e la rediviva Irene Adler.  La centrale è visibile anche nell'epilogo del film L'astronave atomica del dottor Quatermass (1955), in cui è da questa centrale che viene presa l'energia elettrica per distruggere la creatura extraterrestre. Infine, compare all'inizio del videoclip di Jumping Someone Else's Train dei Cure. Appare anche alle spalle di Ashley Laurence in una scena del film "Hellraiser" del 1987.
Compare inoltre nel film Riccardo III (Richard III) del 1995 diretto da Richard Loncraine nella parte finale della pellicola quale campo di battaglia e teatro della morte di Riccardo.